# Orycteropus
Genre
Orycteropus est un genre de mammifères dont seule une espèce, l'Oryctérope du Cap (Orycteropus afer), est encore vivante. Le genre est connu depuis le Miocène supérieur d'Afrique.

## Liste des espèces
Quatre espèces sont reconnues :
- Orycteropus afer (Pallas, 1766) - Oryctérope du Cap - Paléolithique à Récent d'Afrique
- †Orycteropus abundulafus Lehmann, Vignaud, Likius & Brunet, 2005
- †Orycteropus crassidens MacInnes, 1956[2] - Pléistocène du Kenya
- †Orycteropus djourabensis Lehmann, Vignaud, Mackaye & Brunet, 2004[3] - Pliocène inférieur au Pléistocène inférieur du Tchad et du Kenya

D'autres espèces précédemment attribuées à Orycteropus sont désormais classées dans le genre Amphiorycteropus.

## Classification
Bien que pour de nombreuses sources le genre Orycteropus soit attribué en 1798 à Georges Cuvier, l'auteur désormais reconnu est Étienne Geoffroy Saint-Hilaire en date de 1796, comme le démontre Neal Woodman (d) dans son analyse de 2021. Par ailleurs, Paleobiology Database donne la date de 1791 mais sans en indiquer la provenance, dès lors cette valeur peut être ignorée en comparaison de l'étude approfondie réalisée par Woodman.
Orycteropus a pour synonymes :
- Orajeteropus Hill, 1913
- Oryctheropus Muirhead, 1819
- Oryctopus Rafinesque, 1815

### Publication originale
- Geoffroy Saint-Hilaire, « Extrait d’un mémoire sur le Mymecophaga capensis, Gme. », Bulletin de la Société Philomatique de Paris, Paris, vol. 1,‎ 1796, p. 101-102 (ISSN 0366-3515, lire en ligne, consulté le 12 octobre 2023).